# Jiří Hák
Jiří Hák (* 12. května 1943) je bývalý český fotbalista, útočník. Po skončení aktivní kariéry působil jako trenér.

## Fotbalová kariéra
V československé lize hrál za Spartu Praha a Bohemians Praha. Nastoupil ve 21 ligových utkáních a dal 2 ligové góly. Je mistrem Československa z roku 1965 se Spartou Praha.

## Ligová bilance
| Ročník                                   | Zápasy | Góly | Klub            |
| ---------------------------------------- | ------ | ---- | --------------- |
| 1. československá fotbalová liga 1964/65 | 5      | 0    | Sparta Praha    |
| 1. československá fotbalová liga 1964/65 | 16     | 2    | Bohemians Praha |
| CELKEM 1. liga                           | 21     | 2    |                 |